# AQUA-Institut
Das Institut für angewandte Qualitätsförderung und Forschung im Gesundheitswesen GmbH (kurz: aQua-Institut) ist ein im wissenschaftlichen Umfeld angesiedeltes Dienstleistungsunternehmen, das sich auf Qualitätsförderungsprojekte im Gesundheitswesen spezialisiert hat. Es wurde 1995 in Göttingen gegründet. Gründungsmitglied und Geschäftsführer sind Joachim Szecsenyi und Björn Broge. Seit 2022 ist Andreas Gutscher Teil der Geschäftsführung.
Das aQua-Institut beschäftigt sich unter anderem mit der Analyse von Daten aus dem Gesundheitswesen, der Entwicklung von Qualitätsindikatoren, der Konzepterstellung von qualitätsfördernden Maßnahmen und der Gesundheitsberichterstattung. Ein weiterer Schwerpunkt liegt auf der Entwicklung von Softwareprodukten für das Gesundheitswesen.
Seit 2010 ist die Zeitschrift für Evidenz, Fortbildung und Qualität im Gesundheitswesen (ZEFQ) das offizielle Publikationsorgan (auch) des aQua-Institutes.

## Forschung
Das Institut führt Forschungsprojekte zur wissenschaftlich fundierten Entwicklung von Instrumenten (z. B. Qualitätssicherungs-, Befragungs- und Monitoringinstrumente) sowie der Evaluation von Qualitätsförderungsmaßnahmen und neuer Versorgungsmodelle durch.

## Datenbasierte Qualitätszirkel
Das Institut gehört in Deutschland nach Eigenangaben zu den Pionieren in der Organisation und Durchführung von Qualitätszirkeln, insbesondere z. B. für Hausärzte und medizinische Fachangestellte. Auf Grundlage von Daten aus dem Gesundheitswesen, wie etwa Diagnosen, Arzneimittel-, Heil- und Hilfsmittelverordnungen bzw. Arbeitsunfähigkeitsbescheinigungen, werden vom aQua-Institut praxisindividuelle Auswertungen erstellt und den Teilnehmern der Qualitätszirkel zurückgespiegelt. Zusätzlich erhalten die Teilnehmer evidenzbasierte Informationen zu ausgewählten Schwerpunktthemen. Im Rahmen der hausarztzentrierten Versorgung (§ 73b SGBV) führt das aQua-Institut unter anderem in Baden-Württemberg datenbasierte und strukturierte Qualitätszirkel durch.

## Europäisches Praxisassessment (EPA)
Seit dem Jahr 2006 sind Arztpraxen gesetzlich verpflichtet, ein Qualitätsmanagementsystem-System einzuführen. Das Europäische Praxisassessment ist ein Qualitätsmanagementsystem-System, das in Deutschland vom Institut angeboten und weiterentwickelt wird. Im Gegensatz zu den meisten anderen Qualitätsmanagementsystem-Systemen bildet EPA die Qualität einer Arztpraxis über ein Indikatorenset ab, bei dem die Perspektive von Patienten, Ärzten und Mitarbeitern in die Qualitätsbeurteilung mit einbezogen werden. Die Arztpraxen erhalten eine Rückmeldung über ihr eigenes Abschneiden bei den jeweiligen Qualitätsindikatoren. Zusätzlich können sich die Arztpraxen über eine hierfür eigens vom aQua-Institut entwickelte Benchmarking-Software, das sog. Visotool, anonym über das Internet mit anderen Arztpraxen vergleichen. Im Jahr 2009 wurde EPA mit dem European Health Award ausgezeichnet. Gemeinsam mit einer Gruppe wissenschaftlich tätiger Ärzte wurde 2004 die Stiftung Praxissiegel gegründet. Hier werden Arztpraxen sowie Medizinische Versorgungszentren bei der einrichtungsinternen Umsetzung der Qualitätsmanagement-Richtlinie des Gemeinsamen Bundesausschusses unterstützt.

## Qualitätsindikatorensystem für die ambulante Versorgung (QiSA)
Das Qualitätsindikatorensystem für die ambulante Versorgung (QiSA) wurde vom aQua-Institut im Auftrag des AOK-Bundesverbandes entwickelt. QiSA ist als Handbuch mit einem flexiblen und erweiterbaren Bestand an Einzelbänden konzipiert, die nach Versorgungsbereichen und häufigen Krankheiten sortiert sind. Über klar definierte Indikatoren können Arztpraxen, Arztnetze und weitere Versorgungsmodelle die Qualität ihrer medizinischen Arbeit messen, bewerten und verbessern.

## Patientenbefragungen
Der EUROPEP-Fragebogen wurde im Rahmen einer internationalen Gemeinschaftsstudie (European Project on Patient Evaluation of General Practice Care, EUROPEP-Studie) entwickelt und validiert. Das aQua-Institut übernahm hierfür den deutschen Teil. Im Rahmen des internen Qualitätsmanagements bietet das aQua-Institut niedergelassenen Ärzten die Durchführung von Patientenbefragungen an. Diese Befragungen können für jedes andere QM-System genutzt werden.

## Gesundheitsberichterstattung
Im Rahmen seiner Gesundheitsberichterstattung analysiert das aQua-Institut vorrangig Routinedaten aus weitgehend allen Sektoren der gesundheitlichen Versorgung und bereitet diese auf. Grundlage hierfür sind pseudonymisierte Daten von gesetzlichen Krankenversicherungen, die überwiegend auch Auftraggeber der Berichterstattung sind. Dazu zählen beispielsweise die Gesundheitsreporte für die Barmer GEK und die Techniker Krankenkasse sowie der Arztreport der Techniker Krankenkasse.

## Internationale Projekte
Das Institut setzt im Auftrag der Deutschen Gesellschaft für Internationale Zusammenarbeit und der Europäischen Union internationale Projekte zur Qualitätsförderung um, darunter Projekte in Kenia, Tansania und Algerien.

## Sektorenübergreifende Qualitätssicherung (SQG)
In den Jahren 2009 bis Ende 2015 war das Institut mit den Aufgaben als Institution nach § 137a SGB V (alte Fassung) beauftragt und unterstützte den Gemeinsamen Bundesausschuss (G-BA) bei der Umsetzung der externen gesetzlichen Qualitätssicherung. Eine der wesentlichen Aufgaben bestand darin, die bis dahin auf den Krankenhausbereich ausgerichtete Qualitätssicherung fortzuführen und neue sektorenübergreifende Qualitätssicherungsverfahren zu entwickeln (SQG). Die erarbeiteten und mit dem G-BA abgestimmten Verfahren galten bundesweit. Gesundheitspolitisches Ziel war und ist es nach wie vor, die Qualitätsanforderungen an beide Sektoren sinnvoll aufeinander abzustimmen, um im Interesse von Patienten und Leistungserbringern eine bessere und effizientere Versorgungsqualität zu erreichen.
Das aQua-Institut war insbesondere damit beauftragt:
- für die Messung und Darstellung der Versorgungsqualität möglichst sektorenübergreifend abgestimmte Indikatoren und Instrumente zu entwickeln,
- die notwendige Dokumentation für die einrichtungsübergreifende Qualitätssicherung unter Berücksichtigung des Gebotes der Datensparsamkeit zu entwickeln,
- sich an der Durchführung der einrichtungsübergreifenden Qualitätssicherung zu beteiligen und, soweit erforderlich, weitere Einrichtungen einzubeziehen sowie
- die Ergebnisse der Qualitätssicherungsmaßnahmen durch die Institution in geeigneter Weise und in einer für die Allgemeinheit verständlichen Form zu veröffentlichen.

### Methodenpapier
Die Entwicklungsschritte der Qualitätssicherung wurden in einem der Öffentlichkeit zugänglichen Methodenpapier aufgezeigt, das die grundlegenden Vorgehens- und Arbeitsweisen bei der Entwicklung von Verfahren zur Durchführung der sektorenübergreifenden Qualitätssicherung beschreibt.

### Einbeziehung der Landesgeschäftsstellen für Qualitätssicherung und weiterer Organisationen sowie Institutionen
Ein großer Teil der Qualitätssicherung wird auf Landesebene umgesetzt, sodass das Institut eng mit den jeweiligen Landesgeschäftsstellen für Qualitätssicherung zusammengearbeitete. Bei der Entwicklung der oben genannten Inhalte waren zudem die Kassenärztliche Bundesvereinigung, die Deutsche Krankenhausgesellschaft, der Spitzenverband der Krankenkassen, der Verband der privaten Krankenversicherungen, die Bundesärztekammer, die Bundeszahnärztekammer, die Bundespsychotherapeutenkammer, die Berufsorganisationen der Krankenpflegeberufe, die wissenschaftlichen medizinischen Fachgesellschaften, die für die Wahrnehmung der Interessen der Patienten und der Selbsthilfe chronisch kranker und behinderter Menschen maßgeblichen Organisationen auf Bundesebene (koordiniert von der BAG Selbsthilfe e. V.) sowie der Beauftragte der Bundesregierung für die Belange der Patienten beteiligt.

### Gesetzesänderungen und Wechsel der Verantwortlichkeiten
Zum 31. Dezember 2015 endete der Vertrag zwischen dem aQua-Institut und dem G-BA. Ab dem 1. Januar 2016 ging die Verantwortung für diese Qualitätssicherungs-Aufgaben an das Institut für Qualitätssicherung und Transparenz im Gesundheitswesen (IQTiG) über. Anlass war eine Änderung des § 137a SGB V mit der Zielsetzung, wiederkehrende Ausschreibungen und damit verbundene Reibungsverluste beim Wechsel der Institution zu vermeiden und stattdessen eine auf Dauer angelegte Einrichtung zu etablieren.